# مورینامید
مورینامید (یا مورفازینامید) دارویی است که برای درمان سل استفاده می شود. این دارو به عنوان یک پیش دارو برای پیرازینامید عمل می کند.